# Officiële Belgische Postzegelcatalogus
De Officiële Belgische Postzegelcatalogus of OBP (Frans: Catalogue Officiel des Timbres-Poste de Belgique of COB) is een Belgische postzegelcatalogus, uitgegeven door de Belgische Beroepskamer van Postzegelhandelaren (BBKPH). Ze geeft een overzicht van de Belgische postzegels.
De eerste OBP werd uitgegeven in 1957, op een formaat van 120 × 178 mm, en telde 120 bladzijden. De editie 2013 was de 58ste uitgave van de catalogus. Hij verscheen in twee delen op A4-formaat, met in totaal 950 pagina's. 
De catalogus geeft alle postzegels van België, Belgisch-Congo, Burundi, Republiek Congo, Zaïre, Katanga, Ruanda-Urundi, Republiek Rwanda en Zuid-Kasaï. De catalogus bevat bovendien een complete opgave van alle Europazegels die in de deelnemende landen sinds 1956 zijn verschenen. 